# أزمة الطاقة في مولدوفا 2025

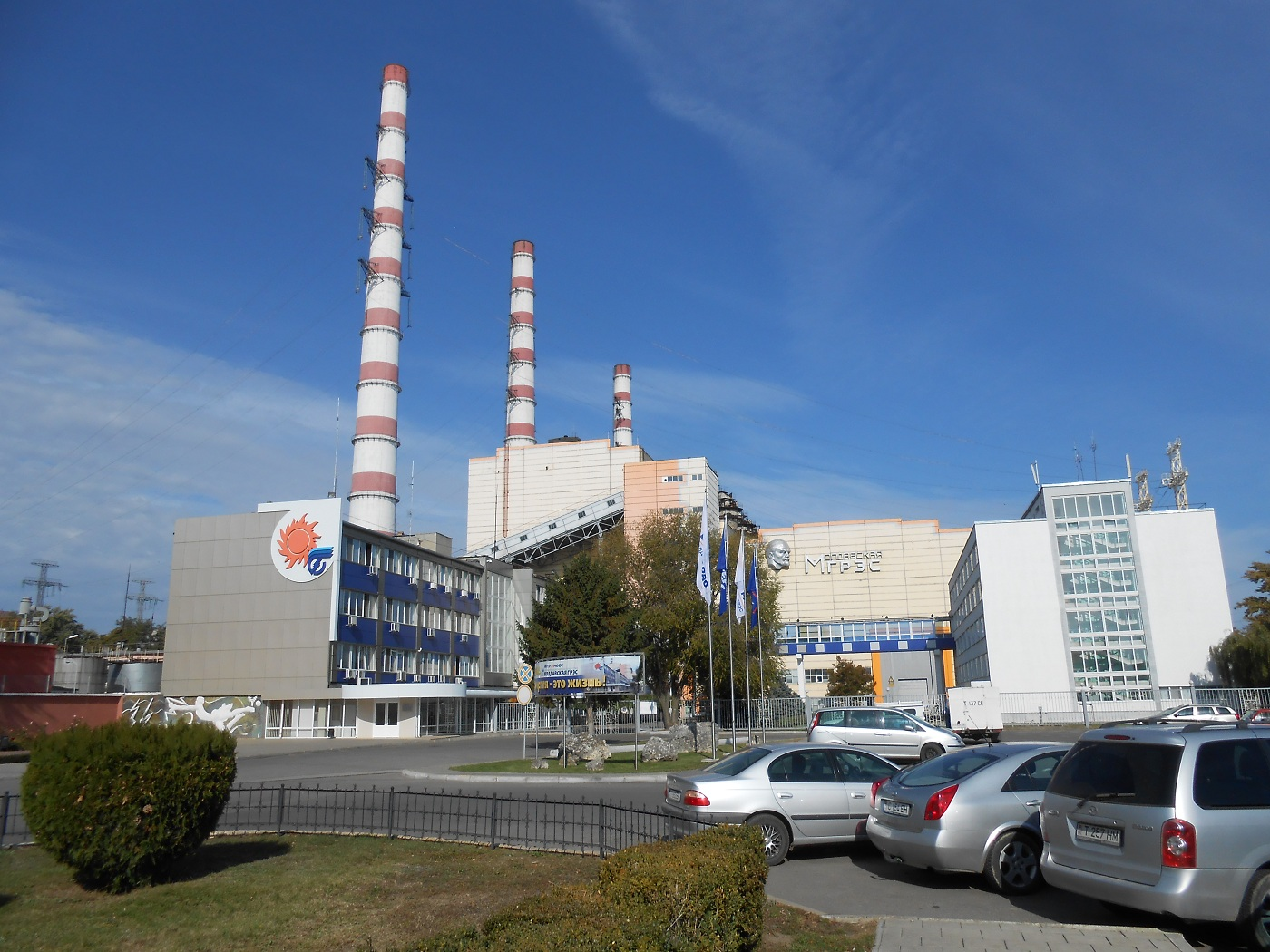
دور محطة مولدافيا للطاقة الكهربائية في دنيستروفسك في توفير الكهرباء لمولدافيا وترانسنيستريا في وقت الأزمات

في 31 ديسمبر 2024، الساعة 19:50 بتوقيت شرق أوروبا (17:50 بتوقيت غرينتش)، توقفت المنطقة الانفصالية غير المعترف بها في ترانسنستريا عن تلقي إمدادات الغاز الطبيعي من روسيا عندما انتهت صلاحية اتفاقية عبور الغاز الأوكرانية مع روسيا. كانت ترانسنستريا تاريخيًا، تغطي معظم احتياجات مولدوفا من الكهرباء من خلال محطة كوتشيورغان للطاقة، والتي كانت تعمل بالغاز الروسي الممول مجانًا لترانسنستريا. ومع ذلك، مع وقف إمدادات الغاز الروسي لترانسنستريا وإنهاء مولدوفا لشراء الكهرباء من ترانسنستريا، برزت إمكانية حدوث أزمة إنسانية في ترانسنستريا، والتي قد تؤدي بشكل محتمل إلى انهيار الدولة الانفصالية وإعادة دمجها في مولدوفا. توفي ثلاثة أشخاص في ترانسنستريا منذ بداية أزمة الطاقة بسبب التسمم بأكسيد الكربون، ارتفعت أسعار الكهرباء بشكل كبير أيضًا في مولدوفا.

## خلفية
تعدّ ترانسنستريا دولة انفصالية غير معترف بها دوليًا، إذ يُعترف بها كجزء من مولدوفا. تقع بشكل رئيسي على الضفة اليسرى لنهر دنيستر في مولدوفا. اندلعت حرب ترانسنستريا عام 1992 بين مولدوفا والانفصاليين في ترانسنستريا بعد تفكك الاتحاد السوفييتي. انتصر الانفصاليون بمساعدة الجيش الروسي الموجود في المنطقة، والذي ينظم اليوم في المجموعة العملياتية للقوات الروسية، والتي تضم حوالي 1500 جندي، معظمهم من السكان المحليين في ترانسنستريا وبضعة عشرات من الجنود الروس.
يتحدث غالبية سكان ترانسنستريا الروسية كلغة أم، وحوالي نصفهم يحملون الجنسية الروسية إلى جانب الجنسية المولدوفية، على الرغم من أن 29.1% فقط من السكان صرحوا بأنهم من أصل روسي في التعداد السكاني لعام 2015. أظهر استفتاء غير معترف به دوليًا أُجري في عام 2006 أن أكثر من 95% من سكان ترانسنستريا يرغبون في الضم إلى روسيا، مع وجود ادعاءات بشأن مخالفات وانتهاكات في هذا الاستفتاء. اعتمدت مولدوفا منذ استقلالها على محطة كوتشيورغان للطاقة لتلبية معظم احتياجاتها من الكهرباء. تقع هذه المحطة في الأراضي الخاضعة لسيطرة ترانسنستريا، وتعمل بالغاز الطبيعي الروسي الممنوح لترانسنستريا مجانًا. دفعت مولدوفا ملايين اليوروات سنويًا لترانسنستريا مقابل الكهرباء بأسعار أقل من أسعار السوق، ما مول الانفصالية بشكل فعلي في أراضيها. لكن بعد فوز مايا ساندو المؤيدة لأوروبا في الانتخابات الرئاسية المولدوفية عام 2020، اقتربت مولدوفا من الاتحاد الأوروبي وعملت على تقليل اعتمادها على محطة كوتشيورغان للطاقة. كانت المحطة في عام 2024 تلبي 53% من احتياجات مولدوفا للكهرباء، وانخفضت هذه النسبة إلى 37% في ديسمبر 2024، وهو أقل بكثير من المعدل التاريخي البالغ 70%-90%.
خططت مولدوفا للانفصال التام عن كهرباء ترانسنستريا من خلال بناء خط نقل فولكانيشتي–كيشيناو، المقرر إكماله في أواخر عام 2025، والذي سيسمح لمولدوفا باستيراد كمية كافية من الكهرباء لتلبية احتياجاتها عبر رومانيا، متجنبة بذلك ترانسنستريا. اعتمد اقتصاد ترانسنستريا بالكامل على الغاز الروسي المجاني، والذي استخدمته لإنتاج الكهرباء وبيعها لمولدوفا، ومعالجة المعادن في مصنع مولدوفا للصلب في ريبنيتا، وتزويد سكانها بالكهرباء بأسعار مخفضة. وكان إيقاف هذه الإمدادات من الغاز يحمل إمكانية انهيار الميزانية العامة لترانسنستريا وتعريض البلاد لأزمة إنسانية. أبرمت مولدوفا عقدًا مع غازبروم الروسية لإمدادات الغاز حتى 30 سبتمبر 2026. يمكن لأزمة الطاقة أن تساعد روسيا في زعزعة استقرار مولدوفا وإعادة الأحزاب الموالية لروسيا إلى السلطة في الانتخابات البرلمانية في النصف الثاني من عام 2025، ما يجعل حزب العمل والتضامن الموالي لأوروبا (PAS) بقيادة ساندو يفقد أغلبيته. فازت ساندو بإعادة انتخابها واستفتاء لتثبيت طموحات الانضمام للاتحاد الأوروبي بصعوبة في عام 2024، إذ عانى كلا التصويتين من تدخل روسي واسع النطاق، بما في ذلك شراء الأصوات.

## مقدمة

### المفاوضات مع شركة غازبروم والطرد في مولدوفا
التقى وزير الطاقة المولدوفي فيكتور بارليكوف في سانت بطرسبورغ مع الرئيس التنفيذي لغازبروم أليكسي ميلر في 25 نوفمبر 2024، لمناقشة استمرار إمدادات الغاز لترانسنستريا في سياق انتهاء الاتفاقية بين غازبروم ونافتوغاز في 1 يناير 2025. صرح بارليكوف في 27 يناير بأن غازبروم جعلت استمرار إمدادات الغاز، سواء في الكمية أو الشروط، مشروطة بسداد الدين للشركة. طلبت غازبروم من مولدوفا التحدث مع أوكرانيا لتمديد الإمدادات عبرها. صرح بارليكوف قائلًا: «يجب أن نستعد حقًا، من الآن، لسيناريو الأزمة في 1 يناير». تدّعي غازبروم أن مولدوفا مدينة لها بأكثر من 700 مليون دولار، بينما تصرح مولدوفا بأنها مدينة فقط بمقدار 8.6 مليون دولار استنادًا إلى نتائج تدقيق خارجي قُدم في سبتمبر 2023. صرحت رئيسة مولدوفا مايا ساندو ومعها رئيس وزرائها دورين ريكان بعد نشر النتائج بأن مولدوفا لن تدفع ديونًا غير موجودة.
أعلن رئيس وزراء مولدوفا دورين ريكان في 5 ديسمبر، أنه طلب استقالة وزير الطاقة فيكتور بارليكوف، باعتباره المسؤول عن إدارة قطاع الطاقة، واتهمه بارتكاب «أخطاء أدت بنا إلى هذا الوضع المتأزم». طلب ريكان أيضًا استقالة شخصيتين أخريين: فيكتور بينزاري، المدير العام لشركة إنيرغوكوم (شركة توريد الكهرباء الوطنية)، لعدم «نجاحه في تأمين احتياجات الغاز لفترة الشتاء بأسعار مواتية» وسيرغيو توفيلات، عضو مجلس الإشراف في شركة مولدوفاغاز (شركة توريد الغاز الوطنية)، بسبب «تعطيله عملية شراء الغاز من قبل المؤسسات المسؤولة في الوقت الذي كانت فيه الأسعار أكثر ملاءمة». أعلن ريكان أنه سيتولى مباشرة الدور الذي كان يشغله وزير الطاقة، ودعا إلى إعلان حالة الطوارئ في قطاع الطاقة اعتبارًا من 16 ديسمبر.
قدم في اليوم نفسه 26 عضوًا في برلمان مولدوفا من كتلة الشيوعيين والاشتراكيين، وهو الحزب المعارض الرئيسي، مذكرة حجب الثقة ضد حكومة ريكان بسبب وضع الطاقة، مطالبين في الوقت نفسه بإجراء انتخابات برلمانية مبكرة. دعا أيون شيبان، عمدة كيشيناو ورئيس الحركة البديلة الوطنية، إلى استقالة الحكومة وتنظيم انتخابات برلمانية مبكرة عقب إقالة ريكان. انضم إليه في هذه الدعوة تحالف الليبراليين والديمقراطيين من أجل أوروبا. رفض البرلمان المولدوفي مذكرة حجب الثقة في 13 ديسمبر، بأصوات مجموعها 55 صوتًا معارضًا مقابل 18 صوتًا مؤيدًا وامتناع واحد، وهو ما يقل بشكل كبير عن العدد 55 المطلوب لنجاح المذكرة.

### إعلان حالة الطوارئ
أقر المجلس الأعلى في ترانسنستريا حالة الطوارئ الاقتصادية في 11 ديسمبر لمدة 30 يومًا، وفقًا لأمر رئيس ترانسنستريا فادم كراسنوسيلسكي، في مواجهة احتمال توقف إمدادات الغاز للمنطقة. تضمنت هذه التدابير ترشيد استهلاك الغاز، وإنشاء احتياطي من موارد الطاقة، ووقف تصدير موارد الطاقة باستثناء الكهرباء، والحفاظ على حياة الإنسان وصحته.
أقر البرلمان المولدوفي بعد يومين إعلان حالة الطوارئ على مستوى الدولة لمدة 60 يومًا، على أن تدخل حيز التنفيذ في 16 ديسمبر. صوت 56 من أصل 101 عضو برلماني لصالح إقرارها. أضاف ريكان أن هذه التدابير ضرورية «حتى يكون هذا الشتاء هو الأخير الذي يمكن فيه الكرملين التهديد بأمننا الطاقي» مؤكدًا أن «الابتزاز في الطاقة» سينتهي مع إكمال خط فولكانيشتي–كيشيناو الذي من المقرر ربطه برومانيا. أعلن وزير الطاقة الروماني سيباستيان بوردوجا إثر ذلك، أن رومانيا ستساعد مولدوفا على تجاوز أزمة الطاقة، وأن شركتي الطاقة الرومانيتين نوكليرإليكتريكا وهيدروإليكتريكا كانتا بالفعل في خضم محادثات مع إنيرغوكوم لاستكشاف خيارات توريد كهرباء إضافية لمولدوفا.